# SM U-19 (1912)
SM U-19 – niemiecki dwukadłubowy okręt podwodny typu U-19 zbudowany w stoczni Kaiserliche Werft Danzig w Gdańsku w latach 1911-1913. Zwodowany 10 października 1912 roku, wszedł do służby w Kaiserliche Marine 6 czerwca 1913 roku. W czasie swojej służby SM U-19 odbył 12 patroli bojowych. Zatopił 59 statków o łącznej pojemności 99 915 BRT oraz uszkodził trzy statki o łącznej pojemności 4224 BRT oraz zajął jeden jako pryz.

## Budowa
SM U-19 był pierwszym z czterech okrętów typu U-19, który był następcą typu U-17. Był dwukadłubowym okrętem przeznaczonym do działań oceanicznych, o prostej konstrukcji, długości 64,15 metra, wyporności w zanurzeniu 837 ton, zasięgu 9700 Mm przy prędkości 8 węzłów na powierzchni oraz 80 Mm przy prędkości 5 węzłów w zanurzeniu. Okręty typu U-19 były pierwszymi w Kaiserliche Marine okrętami podwodnymi napędzanymi silnikami Diesla. Załoga składała się z 35 osób: 31 marynarzy i 4 oficerów. Typ U-19 był także pierwszą klasą okrętów niemieckich, która została wyposażona w działo pokładowe, jego uzbrojenie uzupełniało 6 torped G/7 kalibru 500 mm

## Służba
1 sierpnia 1914 roku jednostka została przydzielona do III Flotylli, a jej pierwszym dowódcą został mianowany Constantin Kolbe, ur. 19 czerwca 1885 r. (następnie dowódca SM U-83). Pod jego dowództwem SM U-19 zatopił 27 statków oraz jeden uszkodził. Pierwszym zatopionym przez załogę U-19 statkiem był brytyjski parowiec „Durward” o pojemności 1301 BRT. Statek płynął z ładunkiem mieszanym z Leith do Rotterdamu. Został zatopiony około 22 mil na północny zachód od latarniowca „Maas”. Trzeciego czerwca 1915 roku załoga U-19 zatopiła 6 statków – jeden duński i 5 brytyjskich. Największym z nich był parowiec SS „Iona” o pojemności 3344 BRT. Zbudowany w Gourlay Bros. & Co. w Dundee w 1892 roku statek płynął z ładunkiem drobnicowym z Middlesbrough do Montrealu. Został zatopiony 22 mile na południowy wschód od Fair Isle. W kolejnych dwóch dniach U-19 zatopił po 6 statków brytyjskich. 
16 marca 1916 roku na stanowisku dowódcy okrętu nastąpiła zmiana: Constantin Kolbe został zastąpiony przez kpt. mar. Raimunda Weisbacha (16 marca 1886 r. - 16 czerwca 1970 r.). Pierwsze zwycięstwo pod dowództwem nowego kapitana załoga U-19 odniosła operując na zachód od zachodnio–południowych wybrzeży Irlandii. W dniu 21 kwietnia 1916 roku U-Boot zatopił płynący z Londynu do Nowego Jorku zbudowany w 1909 roku parowiec SS „Feliciana” o pojemności 4283 BRT. 1 sierpnia 1916 roku okręt został przeniesiony do Flotylli Bałtyckiej. 11 sierpnia 1916 roku dowództwo nad okrętem przejął kpt. mar. Johannes Spieß. W czasie działań w strukturze Flotylli Bałtyckiej U-19 zatopił 3 jednostki. 12 września 1916 roku u wybrzeży Estonii zatopił dwie jednostki należące do Marynarki Wojennej Imperium Rosyjskiego: okręt transportowy „Ije” (n-18) oraz parowiec „Elizabeth” o pojemności 4444 BRT.
1 maja 1917 roku jednostka została ponownie włączona do III Flotylli, w której działała do końca działań wojennych. 1 marca 1918 roku zatopiła największy w swojej historii statek. Był to brytyjski uzbrojony parowiec HMS „Calgarian” o pojemności 12 515 BRT, zbudowany w 1914 roku w Fairfield Shipbuilding and Engineering Company w Glasgow. Statek został trafiony trzema torpedami w okolicy Rathlin Island u północnych wybrzeży Irlandii. W wyniku ataku śmierć poniosło 49 członków załogi. Ostatnim statkiem, który stał się ofiarą U-19, był duński parowiec „Hollandia I” o pojemności 733 BRT, który został zajęty jako pryz w cieśninie Skagerrak w dniu 25 kwietnia 1918 roku. 1 czerwca 1918 roku dowództwo nad okrętem przejął por. mar. Hans Albrecht Liebeskind. Był ostatnim dowódcą jednostki.
Okręt został poddany 24 listopada 1918 roku i zezłomowany w Blyth na przełomie lat 1919-1920.